# Signalbuch für den Kurzwellenverkehr

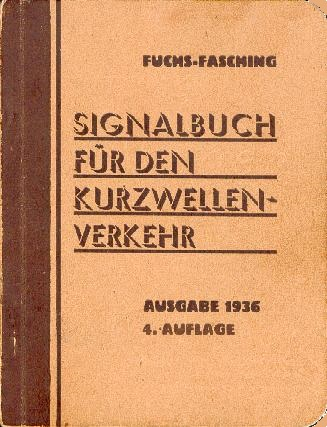
Buchdeckel der 4. Auflage (1936)

Das Signalbuch für den Kurzwellenverkehr, nach seinen beiden Verfassern auch kurz als der Fuchs-Fasching bezeichnet, ist ein Handbuch für Funkamateure, das hauptsächlich während der Zeit des Nationalsozialismus (1933–1945) das deutschsprachige Standard-Nachschlagewerk zum Thema Amateurfunk war.
Autor war der österreichische Astronom Josef Fuchs, ein Pionier des Amateurfunks und Gründungsmitglied des Österreichischen Versuchssenderverbandes ÖVSV. Verlegt wurde das Buch durch dessen Landsmann Franz Johann Fasching in Wien.

## Auflagen
Das Signalbuch für den Kurzwellenverkehr, unter Funkamateuren damals auch schlicht als „das Signalbuch“ bekannt, erschien von 1927 bis 1944 in sieben Auflagen.
| Ausgabe | Jahr | Seiten | Preis                 |
| ------- | ---- | ------ | --------------------- |
| 1       | 1927 | –      | –                     |
| 2       | 1929 | 83     | 1,60 ℳ (ca. 6,83 €)   |
| 3       | 1934 | 120    | –                     |
| 4       | 1936 | 136    | –                     |
| 5       | 1941 | 143    | 3,80 ℛℳ (ca. 18,75 €) |
| 6       | –    | –      | –                     |
| 7       | 1944 | 160    | –                     |

## Inhalt
Das rund 140 Seiten starke Taschenbuch (Format etwa DIN A6, somit als Vademecum geeignet, die letzte Auflage umfasste 160 Seiten) enthält Informationen für die Praxis des Funkverkehrs, insbesondere zur Wellenausbreitung auf Kurzwelle und zur Amateurfunkbetriebstechnik. Dazu gehören diverse Abkürzungsverzeichnisse, beispielsweise zu Q-Gruppen, Listen zu Amateurfunkbändern, Landkarten mit Amateurfunkgebieten und deren Landeskennern sowie Nomogramme zum Ablesen von Richtung und Entfernung zu anderen Orten auf der Welt.
Ergänzt wird dies durch eine Reihe von Informationen zur Schaltungstechnik von Sendern und Empfängern sowie zur Antennentechnik. Beispiele sind der Fuchs-Kreis und die Fuchs-Antenne, beide benannt nach dem Autor.

## Geschichte
Das Buch war von 1927 bis 1933, in der zweiten Hälfte der Weimarer Republik, der nachfolgenden NS‑Zeit bis 1945 und der Nachkriegszeit in Deutschland und Österreich weit verbreitet.

„Das kleine Büchlein enthält alles, was der Amateur beim Senden sowohl wie beim Empfangen zu wissen braucht: In graphischer und in Tabellenform die Darstellung des Morsealphabets und seine Erlernung, die Regeln für die Betriebsabwicklung, internationale Abkürzungen, Lautstärken und Störungsbezeichnungen, Länderkennbuchstaben, Betriebszeichen der Großstationen, Vermittlungsstellen für QSL‑Karten, die verschiedenen Zeitangaben, die Sendervereinigungen in den einzelnen Ländern usw. Am Schlusse sind noch einige Schemata von Standardschaltungen angefügt. Dieses im Auftrage des Österreichischen Versuchssenderverbandes herausgegebene Büchlein, das in knapper und daher übersichtlicher Form alles für den Amateursendesport Wichtige enthält, wird allen Amateuren ausgezeichnete Dienste leisten und sicher viele neue Anhänger werben.“

Der Funk-Bastler, das damalige Fachblatt des Deutschen Funktechnischen Verbandes (D.F.T.V.), eines Vorläufers des heutigen DARC, schrieb im November 1929 anlässlich der zweiten Auflage mit Bezug auf die im Herbst 1927 erschienene Erstauflage des Fuchs-Fasching: „es hat kaum einen deutschsprechenden Kurzwellenamateur mehr gegeben, der das ‚Signalbuch‘ nicht gekannt hätte“, und begrüßte die Neuauflage, „die eine sorgfältige Umarbeitung und starke Vermehrung des Stoffes erfahren hat.“
Insbesondere wurde gelobt, dass die Neuregelungen des Funkdienstes entsprechend dem Dritten Weltfunkvertrag eingearbeitet worden waren. Diese waren im November 1927 auf der Internationalen Weltfunkkonferenz vereinbart worden, die in der amerikanischen Hauptstadt Washington stattfand, und waren zum 1. Januar 1929 weltweit in Kraft getreten.
In den folgenden zwei Jahrzehnten (1930er- und 1940er-Jahre) galt der immer populärer werdende Fuchs-Fasching als ein „unverzichtbares“ Handbuch und errang den Status eines „legendären“ Vademecums. Auch in der Schweiz war es verbreitet und wurde dort vor, während und nach dem Zweiten Weltkrieg als Sachbuch geschätzt.
Die Bekanntheit und Beliebtheit dieses Nachschlagewerks hielt bis in die 1950er-Jahre an. Dazu haben vermutlich auch die häufigen Aktualisierungen in Form von verbesserten und erweiterten Neuauflagen beigetragen. Aber der technische Fortschritt ging auch nach dem Zweiten Weltkrieg rasant weiter. Beispielsweise entwickelte in den Bell Laboratories in den Vereinigten Staaten eine Gruppe um John Bardeen, William Shockley und Walter Brattain den ersten funktionierenden Bipolartransistor, der am 23. Dezember 1947 erstmals firmenintern präsentiert wurde. Die moderne Transistortechnik machte die im Fuchs-Fasching behandelte Schaltungstechnik auf Basis von Elektronenröhren bald obsolet. Da es keine weiteren Neuauflagen mehr gab, veraltete das Buch. Inzwischen ist es nahezu in Vergessenheit geraten.
Für an der Geschichte des Amateurfunkdienstes interessierte Menschen markiert es dennoch eine wichtige Phase der Entwicklung der Funktechnik im deutschsprachigen Raum.

## Video-Rezension
In einem knapp zwanzig Minuten langen Video (siehe auch: Weblinks) stellt der Blogger und Funkamateur Arthur Konze, DL2ART, auf seinem Blog Funkwelle den Fuchs-Fasching vor. Dabei liegt der Fokus auf dem fachlichen Inhalt, den er illustriert und bespricht.
Nebenbei stellt er die Frage: „… ob der innen genauso braun ist wie außen?“ Nach einer ausführlichen Besprechung des Fachlichen der ihm vorliegenden 5. Auflage (von 1941) kommt er gegen Ende des Videos zum Ergebnis seiner eingangs gestellten Frage: Es sind keinerlei „geheime Nazi-Abkürzungen“ zu finden. Erzählungen, die das Gegenteil behaupten, bezeichnet er als „Märchen“.
Die einzige Auffälligkeit, die er entdeckt, ist auf Seite 89 die Abkürzung hh, die für „Heil Hitler“ stand. Bekanntermaßen war dies die damals in Deutschland übliche Grußform. In der 4. Auflage (1936) war dafür (auf Seite 81) noch hhi gelistet. Im Morsecode werden diese Abkürzungen übrigens durch acht ( · · · ·   · · · · ) beziehungsweise zehn Punkte ( · · · ·   · · · ·   · · ) wiedergegeben.
Abgesehen von dieser Besonderheit ist sein Fazit, dass der Fuchs-Fasching „sehr neutral“ ist und sich trotz der „braunen Farbe“ seines Einbandes wohltuend sachlich der Funktechnik und der Betriebstechnik widmet und in keiner Weise politisch ist.